# Goodrich Corporation

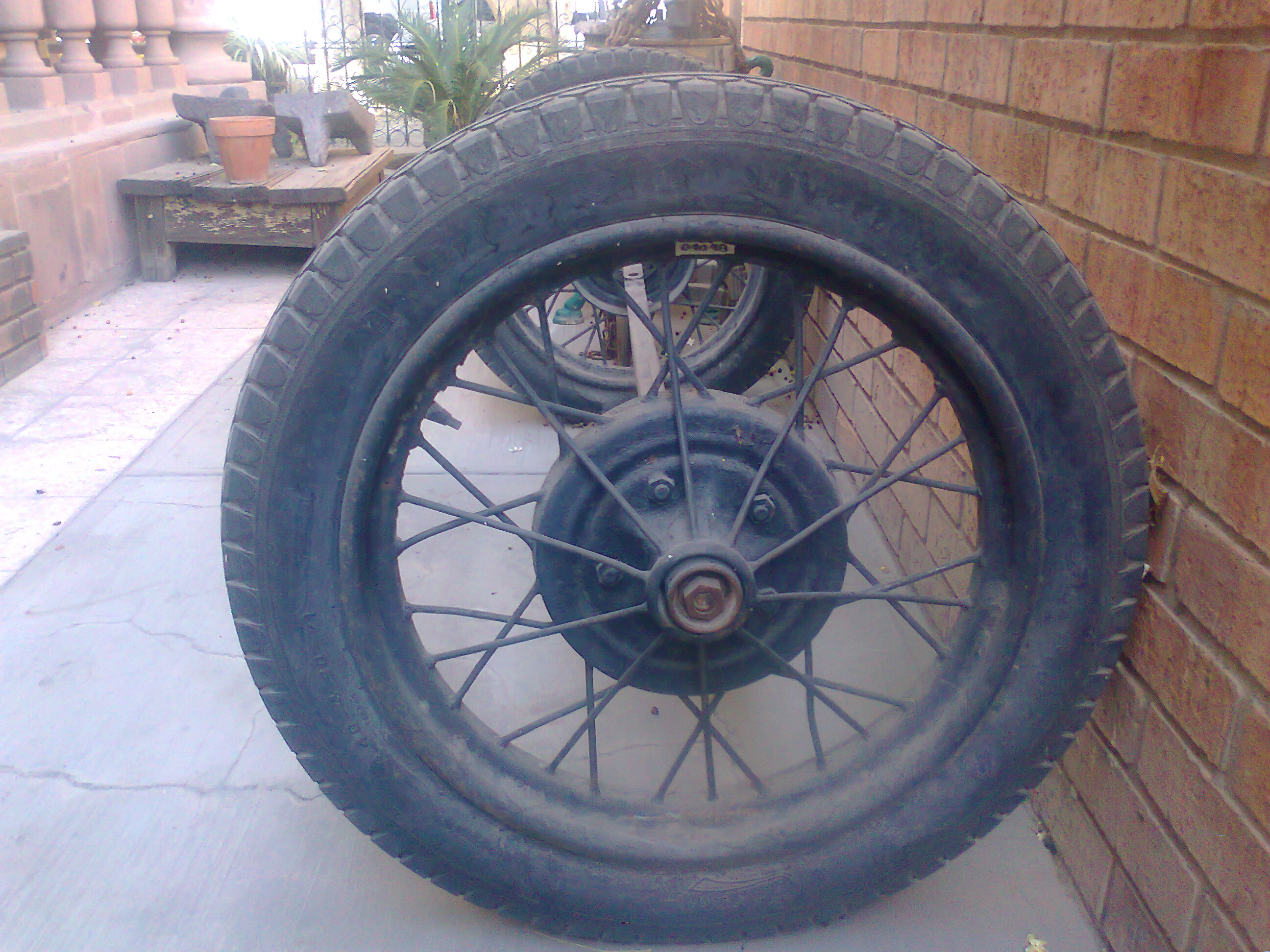
Neumático BF Goodrich en Torreón, México

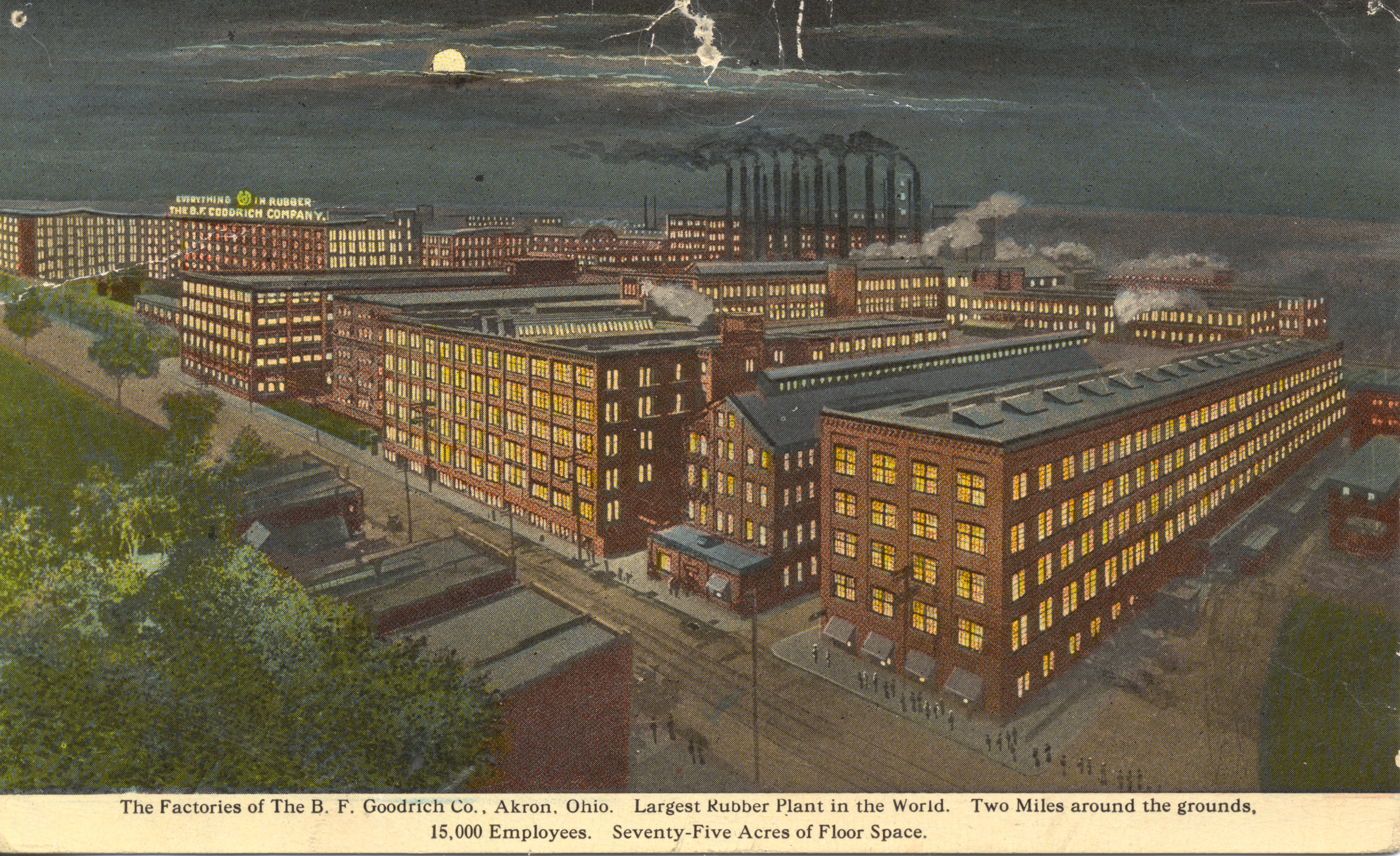
Las fábricas de BF Goodrich Co, Akron, Ohio.

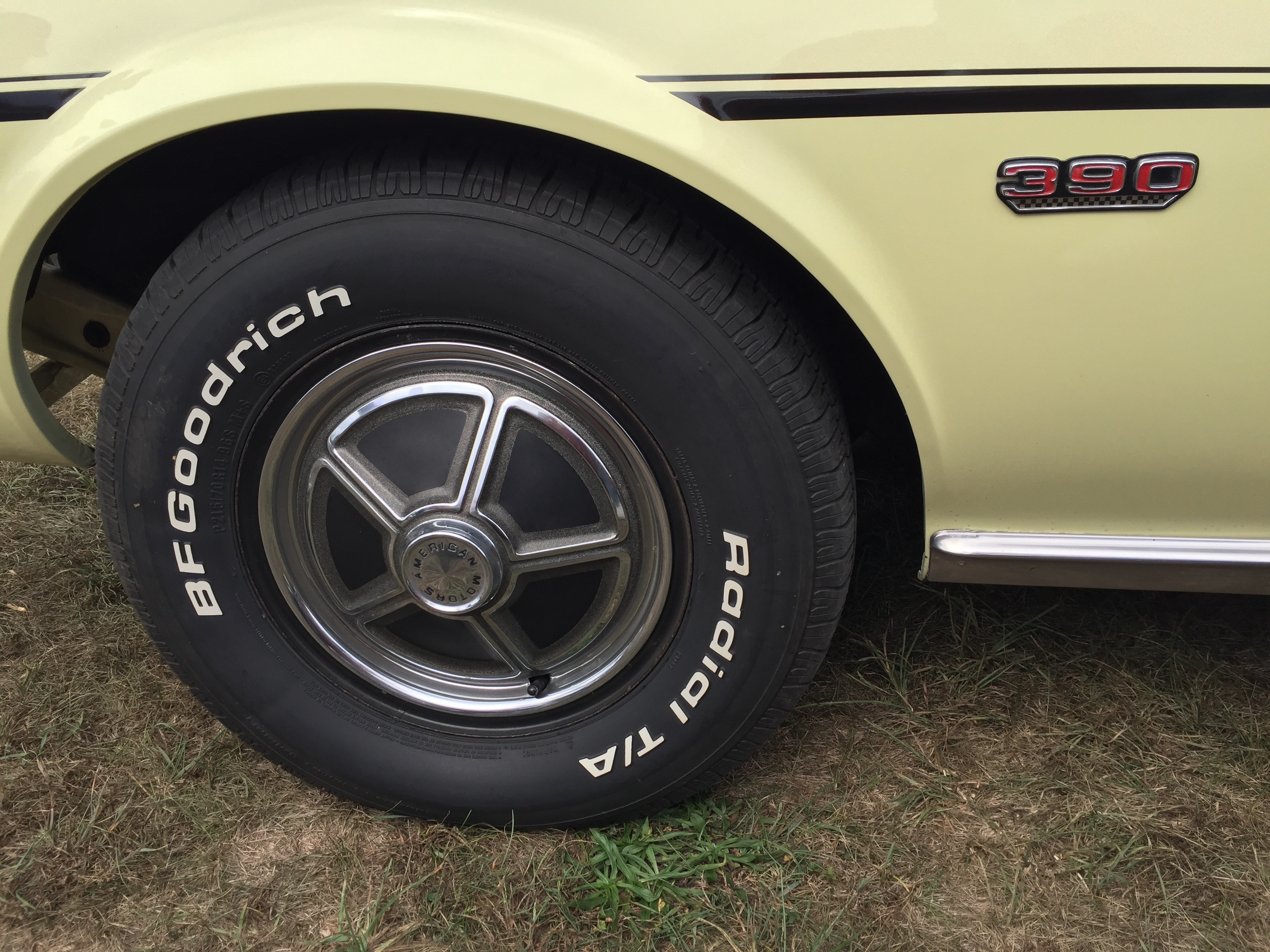
B.F. Goodrich Co

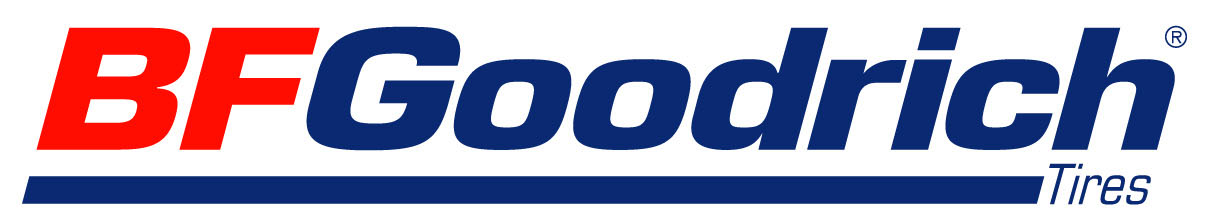
BFGoodrich

Goodrich Corporation fue una empresa aeronáutica estadounidense con sede en Charlotte (Carolina del Norte). Fundada en Akron (Ohio), en 1870 con el nombre de "Goodrich, Tew & Co." por Benjamin Goodrich, el nombre de la empresa fue cambiado a "B.F. Goodrich Company" en 1880, a "BFGoodrich" en los años 1980 y a "Goodrich Corporation" en 2001.

## Fundación
En 1869 Benjamin Franklin Goodrich compró la Hudson River Rubber Company, una pequeña empresa en Hastings-on-Hudson, New York. Al año siguiente Goodrich aceptó una oferta de USD$ 13,600 de ciudadanos de Akron, Ohio, para reubicar su negocio allá. Goodrich estuvo en el lugar 67th entre las corporaciones estadounidenses valoradas durante la Segunda Guerra Mundial con contratos de producción militar.

## Apogeo
La compañía creció para ser uno de los fabricantes más grandes de neumáticos y de caucho del mundo, ayudado en parte por la fusión en 1986 con Uniroyal (conocida anteriormente como United States Rubber Company). Esta línea de negocio fue vendida a Michelin en 1988, y la compañía se unió con Rohr en 1997, Industrias Coltec y Sistemas Aeronáuticos TRW (anteriormente Lucas Aerospace) en 2002. La venta de la división de químicos de especialidad y el cambio subsiguiente al cambio de nombre actual completaron el proceso de transformación de la compañía. En 2006, las ventas de la compañía alcanzaron los USD$5mil millones, de los cuales 18%, 16% y 12% del total de la renta percibida vinieron del Gobierno de los Estados Unidos, Airbus y Boeing, respectivamente.

## Confusiones comunes
Aunque BFGoodrich es una marca popular de neumáticos, la Corporación Goodrich dejó el negocios de los neumáticos en 1988, cuando el negocio junto con el nombre de la marca fue vendido a Michelin. Antes de la venta a Michelin, Goodrich tenía avisos impresos y en televisión que mostraban una gran parte de cielo despejado, para distinguirse de la Goodyear, que suena similar a Goodrich. El aviso decía "¿Ves ese globo arriba en el cielo? ¡Nosotros somos los otros!". También eran confundidos con GM Goodwrench debido al parecido en los apellidos especialmente cuando los neumáticos BF Goodrich aparecían en muchos autos y camiones de la General Motors.
Los neumáticos de esta marca suelen poseer el sello distintivo T/A.